# Sungai Danai
Sungai Danai is een bestuurslaag in het regentschap Indragiri Hilir van de provincie Riau, Indonesië. Sungai Danai telt 2065 inwoners (volkstelling 2010).